# 工藤慎太郎 (理学療法士)
工藤 慎太郎（くどう しんたろう）は、日本の理学療法士。森ノ宮医療大学総合リハビリテーション学部理学療法学科教授、同大学インクルーシブ医科学研究所所長。

## 経歴

### 理学療法士への道へ
理学療法士になったきっかけは、元々バスケをしていた際に膝蓋靭帯を断裂し手術をした経験にある。それまではバスケに関わる仕事がしたいと思っており、学校の教員になれば部活動を通してバスケに関わることができるなと考えていたという。大学進学の時期になった頃にケガをしてしまい、「これからどうするんだ？」と進路に悩んでいた頃にリハビリの先生に関ったことから柔道整復師に興味が湧き、そこからスポーツにも関わることができると思ったと述べている。
そこで進路の相談をしたら「柔道整復師より、理学療法士のほうがいいよ」といわれたことから理学療法士を志した。当時、理学療法士は片麻痺の患者などを診るという認識が染み付いており、なかなかスポーツを診るという認識は広がっていない時代であった。その中でスポーツ領域の理学療法を専門とする鵜飼建志（現・中部学院大学准教授）が在籍していたことから平成医療専門学院に進学する。
平成医療専門学院進学後は、母子家庭であったため学費は母親が工面する一方、下宿などの生活費は奨学金と合わせて自分で稼ぐため週4、5でバイトを入れていたと述べている。周りの同級生が遊んでいると工藤自身も遊びたくなって一緒に遊んで、周りが勉強している時間をバイトに充てていたため、後に工藤は「学生時代のことは結構悲惨でした。」と回顧している。平成医療専門学院卒業後は愛知県にある井戸田整形外科に入職して2年間臨床経験を積む。

### 研究者として
その際近所に国際医学技術専門学校があり解剖学講座の研究員にもなれると募集があったことから教員助手として教員に転ずる。教員に転ずる前には、解剖学の重要性は理解していたものの「まだ教員になるのは早いのではないか」と悩んでいたが、チャンスは多くないと考えて入職したという。国際医学技術専門学校では、解剖の研究を行いながら教員をやり、チアリーディングチームに帯同して臨床についても研鑽を積んだ。
また、2005年（平成17年）からは愛知医科大学医学部研究員も合わせて務めた（2011年まで）。解剖学の研究を進める中でスポーツ整形を中心にしていた関係から、若年者の筋肉がどのような形態になっているかどう機能するかに関心を持つようになり、2011年（平成23年）に鈴鹿医療科学大学大学院へ入学する。同大学の畠中泰彦教授のもとでバイオメカニクスの研究・指導を受けるようになる。2015年（平成27年）に同大学院医療科学研究科医療科学専攻博士後期課程を修了する。
2014年（平成26年）には森ノ宮医療大学保健医療学部理学療法学科講師に就任（大学院保健医療学研究科講師も兼務）する。2015年（平成27年）には同大学卒後教育センター副センター長も兼務する。2018年（平成30年）に同大学・大学院准教授へ昇任する。

## 研究
専門分野は基礎理学療法学であり、基礎研究の手法を使って臨床の問題を解析するものである。バイオメカニクスや解剖学が専門で、足の動きの分析、特に足首より下の部分を対象にしている。具体的には扁平足と健常者の足と比較しており、足の骨の動きを細かく調べて床から受けている力を計測したり、筋肉の形や大きさを測るなど健常者の足との違いを調べている。更に足底板（靴の中敷き）や筋トレによる効果のあらわれ方が健常者の足と比べてどのように異なるかを分析している。
また、歩行の研究を生かして企業と共同で商品開発にも参画している。福助より販売されたレギンスである「ウォークアシスト」は編み組織に工夫を施しており、歩行時の動きをサポートして通常品と比較して歩幅が8％アップする製品となっている。

## 著書

### 単著
- 『運動器疾患の「なぜ?」がわかる臨床解剖学』医学書院、2012年5月18日。ISBN 978-4260014984。
- 『運動療法の「なぜ?」がわかる超音波解剖』医学書院、2014年9月29日。ISBN 978-4260020312。
- 『運動機能障害の「なぜ?」がわかる評価戦略』医学書院、2017年5月10日。ISBN 978-4260030465。

### 編著
- （MKPT研究会との編著）『機能解剖と触診』羊土社、2019年3月11日。ISBN 978-4758102407。